# Кот Феликс: Кто сказал — мяу?
Кот Феликс: Кто сказал — мяу? (англ. Felix the Cat: The Movie, «Кот Феликс: Фильм») — полнометражный мультфильм, снятый режиссёром Тибором Хернади в 1988 году. Основан на одноимённом герое мультфильмов и комиксов.

## Сюжет
Весёлые приключения известного мультипликационного персонажа кота Феликса.

## Создание
Работа над мультфильмом началась в 1980-х годах, когда Дон Ориоло (сын Джо Ориоло, автора идеи одноимённого мультсериала) начал работу над полнометражным телевизионным выпуском, задуманным как пилотный. После того, как Ориоло перенёс проект в Европу, он оказался у режиссёра Тибора Хернади и его команды. Бюджет составил 9 миллионов долларов США.
Фильм начинается со вступления кота Феликса, который был визуализирован в компьютерной графике с использованием новой на тот момент технологии захвата движения. Эта же модель также появляется в финальных титрах; остальная часть фильма представлена в рисованной анимации. Анимация была произведена на киностудии «Паннония» в Венгрии и студиями в Польше и Болгарии.

## Выпуск фильма
Дистрибьютором фильма выступила компания New World Pictures. Впервые фильм был показан 1 октября 1988 года в Италии на кинофестивале MIFED и 23 октября того же года в Великобритании. Премьерный показ в США состоялся в январе 1989 года в Лос-Анджелесе на открытии кинофестиваля «Los Angeles Animation Celebration».
Изначально фильм должен был также выйти в США в 1988 году ко Дню благодарения, но позже премьера была отложена до 1990 года. В итоге фильм не вышел в США в связи с финансовыми проблемами. Однако он был выпущен на некоторых зарубежных рынках, таких как Великобритания.

### Критика
Фильм был негативно оценён критиками. Лесли Холливел в своей книге «Halliwell’s Film Guide» описал фильм как «трудную попытку обновить классическую мультяшную фигуру». Филип Стрик из MFB прокомментировал, что «скорее похоронить заискивающего Феликса до возрождения, чем стимулировать новые легионы фанатов».

## Релиз на домашнем видео
В США он официально не выпускался на домашнем видео до 1991 года. Фильм был выпущен 23 августа 1991 года на видеокассетах.
В России фильм был выпущен на DVD 18 сентября 2008 года компанией «Централ Партнершип» (CP-Digital).